# اچ‌ام‌اس مونارچ (۱۸۶۸)
اچ‌ام‌اس مونارچ (۱۸۶۸) (به انگلیسی: HMS Monarch (1868)) یک کشتی بود که طول آن ۳۳۰ فوت (۱۰۰ متر) بود. این کشتی در سال ۱۸۶۸ ساخته شد.